# اسامی آبه
اسامی آبه (انگلیسی: Asami Abe؛ زادهٔ ۲۷ فوریهٔ ۱۹۸۵) خواننده، بازیگر اهل ژاپن است. وی بین سال‌های ۲۰۰۳ تا ۲۰۱۱ میلادی فعالیت می‌کرد.